# Eddie Tolan
Thomas Edward »Eddie« Tolan, ameriški atlet, * 29. september 1908, Denver, Colorado, ZDA, † 31. januar 1967, Detroit, Michigan, ZDA.
Tolan z vzdevkom »Midnight Express« je nastopil na Poletnih olimpijskih igrah 1932 v Los Angelesu, kjer je postal dvakratni olimpijskih prvak v tekih na 100 in 200 m. S časoma 10,4 s leta 1929 in 10,3 s leta 1932 je bil med sorekorderji v teku na 100 m. V svoji karieri je osvojil 300 zmag v šprintu, le sedemkrat pa je izgubil.
Leta 1958 je bil sprejet v Športni hram slavnih Michigana, leta 1980 v Hram slavnih Univerze Michigana in leta še 1982 v Ameriški atletski hram slavnih.